# Albert Schwegler

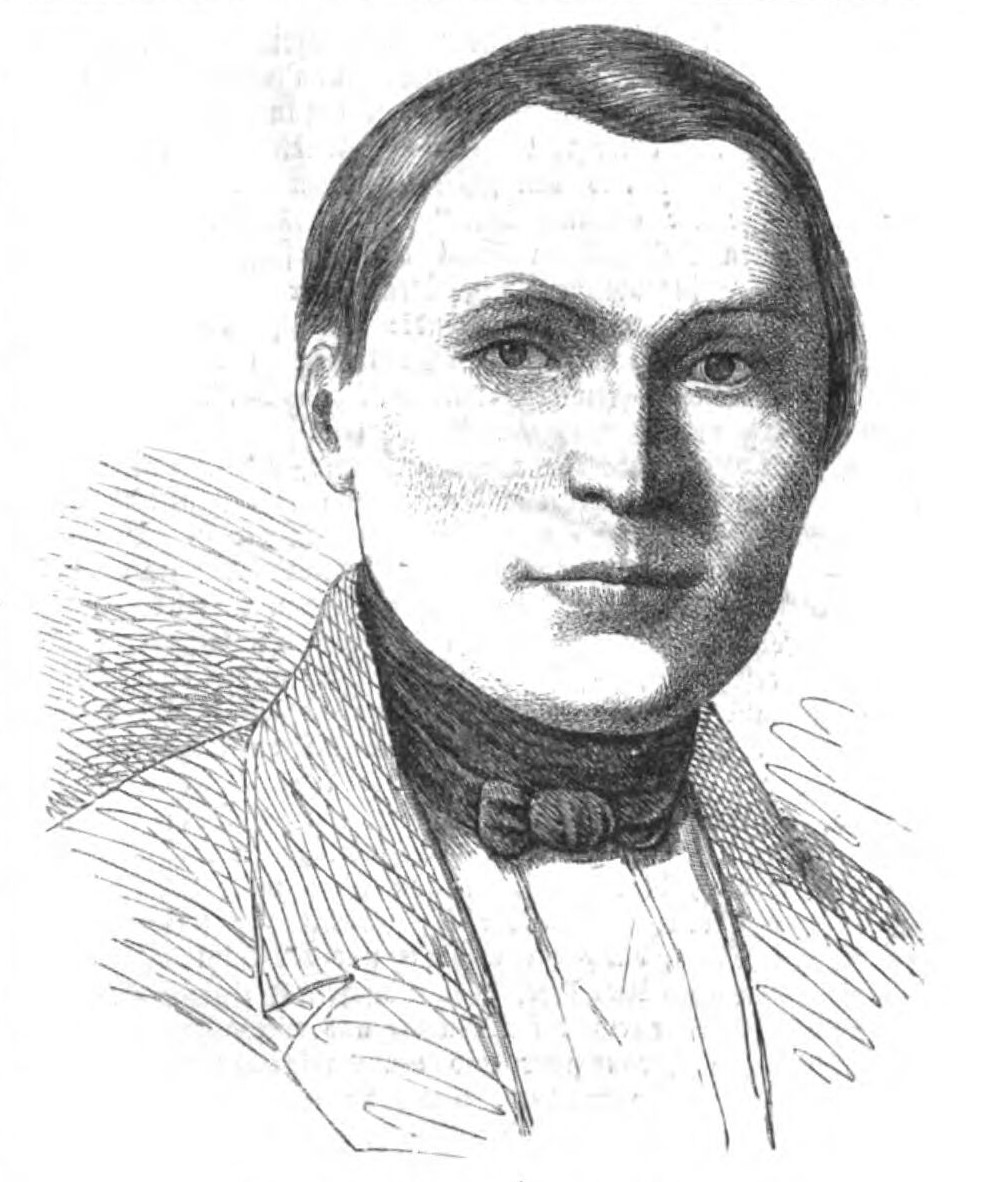
Albert Schwegler

Albert Schwegler (* 10. Februar 1819 in Michelbach an der Bilz; † 6. Januar 1857 in Tübingen) war ein deutscher  Theologe, Philosoph und Historiker. 

## Leben und Wirken
Albert Schwegler wurde als ältester Sohn des württembergischen Pfarrers Matthäus Eberhard Schwegler (1793–1839) und seiner Ehefrau Friederike Henriette gebn. Prestel (1796–1862) am 10. Februar 1819 in Michelbach an der Bilz bei Schwäbisch Hall geboren. Er hatte noch 8 jüngere Geschwister und die Familie war unbemittelt. Deshalb war für ihn eine Laufbahn als Geistlicher vorgesehen. Anfangs unterrichtete der Vater ihn, aber ab 1828 besuchte er die Lateinschule in Schwäbisch Hall. Ab Oktober 1832 bis 1836 besuchte er dann das Seminar in Schöntal und ab 1836 das Tübinger Stift sowie die Universität Tübingen. Während dieser Zeit nahm Schwegler auch am studentischen Verbindungsleben teil.
Die Zeit seines Studienabschlusses 1840 war geprägt durch erbitterte Auseinandersetzungen zwischen den dominierenden konservativen Kreisen der evangelischen Landeskirche in Württemberg auf der einen Seite und der durch Hegel beeinflussten historisch-kritischen „Tübinger Schule“ um den Kirchenhistoriker Ferdinand Christian Baur auf der anderen. Aus der theologiegeschichtlich bedeutsamen „Tübinger Schule“ ging auch Schweglers wichtigster akademischer Lehrer, der Theologe und Religionskritiker David Friedrich Strauß, hervor. Während seines Studiums lernte er die Linkshegelianer Friedrich Theodor Vischer (1807–1887) als Dozent der Philosophie, Christian Friedrich Schmid (1794–1852) und Isaak August Dorner (1809–1884) als Dozent der Theologie kennen. Ein Stipendium ermöglichte dem Studenten eine ausgedehnte Deutschlandreise mit längerem Aufenthalt in Berlin. 1841 wurde Schwegler von der Philosophischen Fakultät der Berliner Universität aufgrund einer Abhandlung über die Philopatris des antiken Philosophen und Schriftstellers Lucian von Samosata promoviert.
Im gleichen Jahr publizierte er seine erste kirchengeschichtliche Arbeit Der Montanismus und die christliche Kirche des 2. Jahrhunderts (1841), mit der er sich bereits wissenschaftliches Renommee erwarb. Nach Schwäbisch Hall kehrte er dann im Herbst 1842 zurück, von wo aus er sich vergeblich um eine Stelle bemühte. Als Anhänger Hegels hatte er keine Aussicht auf eine Anstellung in der württembergischen Landeskirche, obwohl er Jahrgangsbester war und mehrere Preise gewonnen hatte. Als Privatdozent der Philosophie und Philologie führte er nach seiner Habilitation über Plato zum Thema „Über die Composition des Platonischen Symposions“ ab 1843 in Tübingen ein ärmliches Außenseiterdasein. Gemeinsam gründete er dann mit Eduard Zeller (1814–1908) und Karl Christian Planck (1819–1880) die „Jahrbücher der Gegenwart“. Bis 1848 redigierte er diese namhafte literarische Zeitschrift, für die u. a. Friedrich Theodor Vischer, Ludwig Feuerbach, Johann Gustav Droysen und Jakob Friedrich Reiff schrieben. Er selbst sah sich, was in seinen wissenschaftlichen Beiträgen deutlich wurde, den Idealen des Vormärz verpflichtet. 1844 veröffentlichte Schwegler eine Geschichte des frühen Christentums, die für ihre „meisterhafte Darstellung“ gerühmt wurde. Von der Theologie, in der er keine berufliche Stellung hatte erringen können, wandte er sich 1846 nach einer Italienreise der Altertumswissenschaft zu. Seine 1846/47 als eine Art Nebenwerk begonnene Geschichte der Philosophie im Umriß entwickelte sich zu einem in mehrere Fremdsprachen übersetzten und bis in die 1950er Jahre neu aufgelegten Standardwerk. Zwischendurch arbeitete er an der Methaphysik des Aristoteles, das bis 1848 in vier Bänden erschien.
Doch erst die Märzrevolution von 1848 ermöglichte die Ernennung Schweglers zum Professor für „Römische Litteratur und Alterthümer“ in Tübingen, die dann am 4. Juli erfolgte. Immer mehr wurde für ihn nun die Arbeit an einer monumentalen „Römischen Geschichte“ zum Lebensinhalt, deren ersten Band er 1853 mit einem Umfang von 800 Seiten vorlegen konnte. Den zweiten Band stellte er 1856 in einem ähnlichen Umfang von 755 Seiten fertig. Seine private Existenz jedoch blieb krisenhaft: Der Junggeselle vereinsamte, zog sich aus dem öffentlichen Leben zurück, vertiefte sich völlig in seine Studien und starb – wohl aufgrund dieser Überlastung – mit achtunddreißig Jahren am 6. Januar 1857. Beigesetzt wurde er auf dem Tübinger Stadtfriedhof.
Schon im Folgejahr wurde aus seinem Nachlass, bereits druckfertig, der 3. Band der Römischen Geschichte durch Ferdinand Friedrich Baur herausgegeben. Nach seinem frühen Tod wurde Schwegler als „Mann von ganz ungewöhnlicher Begabung, der überall, wo er eingriff, Bedeutendes leistete“, gewürdigt. Trotzdem geriet er bald in Vergessenheit. Seine kirchengeschichtlichen Arbeiten wurden durch Ferdinand Christian Baur und David Friedrich Strauß, die „Römische Geschichte“ durch Theodor Mommsen in den Schatten gestellt. Abgesehen von der Geschichte der Philosophie haben seine Werke lediglich in der Fachwissenschaft Anerkennung gefunden. Eine Geschichte der griechischen Philosophie erschien 1859 posthum (herausgegeben von Karl Reinhold von Köstlin).

## Schriften
- Der Montanismus und die christliche Kirche des 2ten Jahrhunderts, Tübingen 1841.
- Das nachapostolische Zeitalter in den Hauptmomenten seiner Entwicklung, Tübingen 1846.
- Geschichte der Philosophie im Umriß, in: Neue Encyclopädie der Wissenschaften und Künste, 1846–1847
  - Geschichte der Philosophie im Umriß. Ein Leitfaden zur Uebersicht, Stuttgart: Franckh, 1848.
  - Siebente Auflage: Stuttgart: Conradi, 1870.
  - Vierzehnte Auflage: Stuttgart: Conradi, 1887.
  - Geschichte der Philosophie im Umriß. Ein Leitfaden zur Übersicht. Neue Ausgabe, durchgesehen und ergänzt von Jakob Stern (Reclams Universal-Bibliothek. Band 2541/2545), Leipzig: Reclam, o. J. [1889].
  - Sechzehnte Auflage, nach der von R. Koeber bearbeiteten 15. Auflage revidiert, Stuttgart: Frommann, 1905.
  - Siebzehnte Auflage. Durchgesehen und ergänzt von Hermann Glockner, Stuttgart: Frommann, 1950.
- Die Metaphysik des Aristoteles, 1847
- Römische Geschichte
  - Bd. 1 Römische Geschichte im Zeitalter der Könige, Abth. 1, Tübingen 1853.
  - Bd. 1 Römische Geschichte im Zeitalter der Könige, Abth. 2, Tübingen 1853.
  - Bd. 2 Römische Geschichte im Zeitalter des Kampfs der Stände, 1. Hälfte Von der Gründung der Republik bis zum Decemvirat, Tübingen 1856.
  - Bd. 3 Römische Geschichte im Zeitalter des Kampfs der Stände, 2. Hälfte Vom ersten Decemvirat bis zu den licinischen Gesetzen, Tübingen 1858.
- Maria Magdalena in gnostischen Schriften
- Geschichte der griechischen Philosophie, Tübingen 1859.
  - Dritte, vermehrte und verbesserte Auflage, Freiburg / Tübingen: Mohr, 1882.